# Webster's Dictionary
Webster's Dictionary é qualquer um dos dicionários de inglês americano editados no início do século XIX por Noah Webster (1758–1843), um lexicógrafo americano, bem como vários dicionários relacionados ou não que adotaram o nome Webster em sua homenagem. "Webster's" tornou-se uma marca genérica nos Estados Unidos para dicionários de inglês americano e é amplamente utilizado em títulos de dicionários.

## Dicionário Americano da Língua Inglesade Noah Webster
Noah Webster (1758–1843), autor dos livros de leitura e ortografia que dominavam o mercado americano na época, dedicou décadas de pesquisa à compilação de seus dicionários. Seu primeiro dicionário, A Compendious Dictionary of the English Language, foi publicado em 1806. Nele, ele popularizou características que se tornariam uma marca registrada da ortografia do inglês americano (center em vez de centre, honor em vez de honour, program em vez de programme, etc.) e incluiu termos técnicos das artes e ciências em vez de limitar seu dicionário a palavras literárias. Webster foi um defensor da reforma ortográfica inglesa por razões tanto filológicas quanto nacionalistas. Em A Companion to the American Revolution (2008), John Algeo observa: "frequentemente se presume que as grafias caracteristicamente americanas foram inventadas por Noah Webster. Ele foi muito influente na popularização de certas grafias na América, mas não as originou. Em vez disso, [...] ele escolheu opções já existentes, como center, color e check, com base em critérios como simplicidade, analogia ou etimologia". Nos primeiros fólios de William Shakespeare, por exemplo, grafias como center e color são as mais comuns.